# التريليتشيه
التريليتشيه أو المسخسخة أو القشطوطة أو (نقحرة: تري ليتشي - Tres leches cake) هي كعكة إسفنجية وفي بعض الوصفات كعكة زبدة منقوعة في ثلاث أنواع من الحليب، وهذه الأنواع هي الحليب المبخر والحليب المكثف والقشدة الثقيلة.
تكون كعكة الألبان الثلاثة عند عدم استخدام الزبدة خفيفة للغاية مع العديد من فقاعات الهواء، هذا الملمس المتميز هو الذي يمنع الكعكة من أن تصبح ذات قوام رطب أكثر من اللازم على الرغم من نقعها في مزيج مكون ثلاثة ألبان.

## الشعبية والأصول
من المحتمل أن تكون فكرة إنشاء كعكة منقوعة في سائل ذات أصل أوروبي من العصور الوسطى، حيث تُستخدم هذه الطريقة في كعكات أوربية مشابهة مثل الترايفل البريطاني والتيراميسو الإيطالي. شوهدت وصفات الحلويات التي تتضمن كعك منقوع في المكسيك في أوئل القرن التاسع عشر، وتعتقد باتريشيا كوينتانا وهي طاهية دولية معترف بها وخبيرة في فن الطهو المكسيكي أن الوصفة جاءت من سينالوا بالمكسيك.

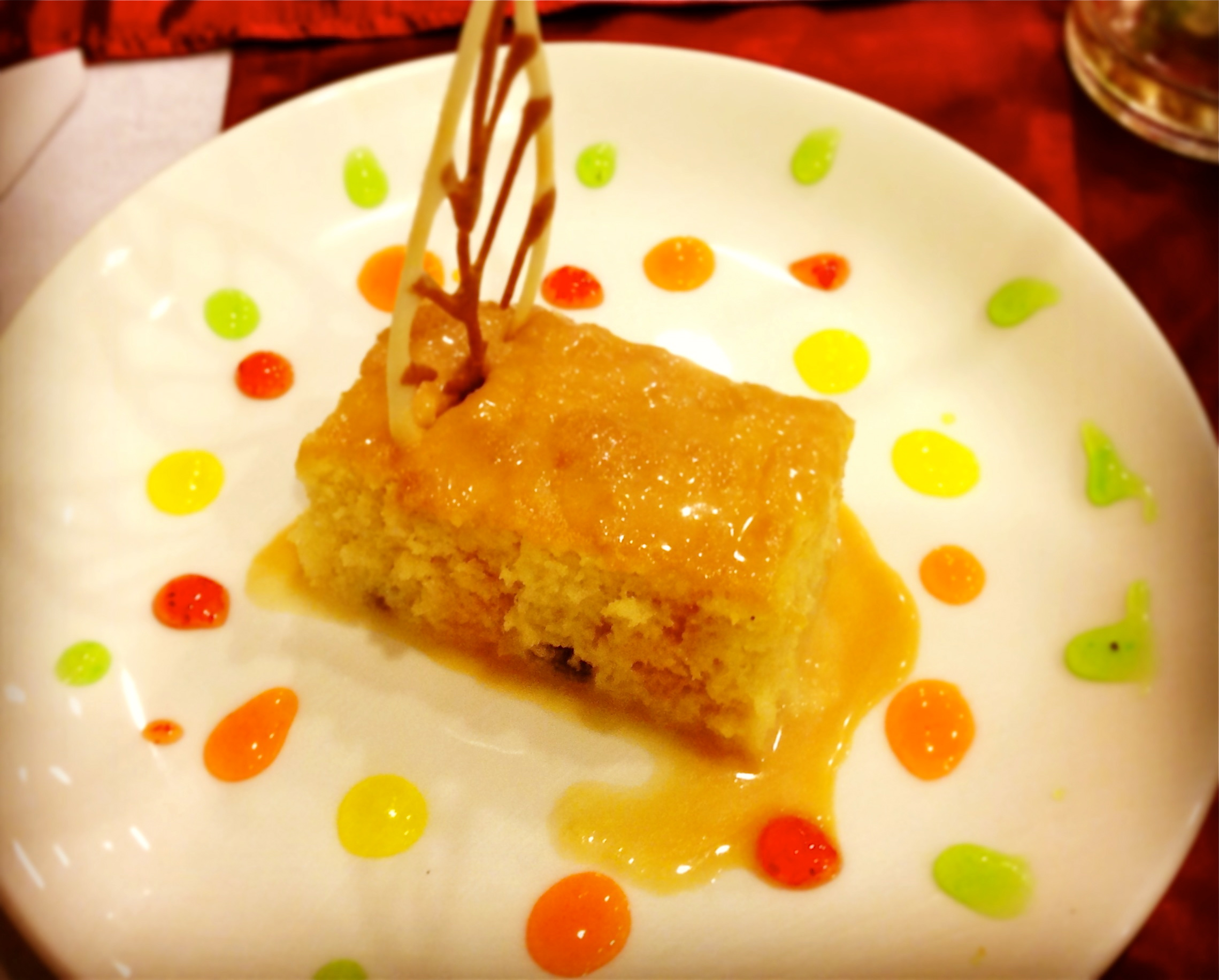
شريحة مُزينة من كعكة الألبان الثلاثة مُقدمة في مطعم في الهند.

ظهرت وصفات على ملصقات علب حليب نستلة المكثف في الثلاثينيات أو الستينيات من القرن العشرين، وهو ما قد يفسر شعبية الكعكة المنشورة على نطاق واسع في جميع أنحاء أمريكا اللاتينية لأن الشركة أنشأت فروعاً لها في الأرجنتين وتشيلي وكوبا وكولومبيا والمكسيك وفنزويلا. تحظى الكعكة بشعبية كبيرة في أمريكا الوسطى والجنوبية وأمريكا الشمالية وأجزاء كثيرة من الكاريبي وجزر الكناري وكذلك في ألبانيا وجمهورية مقدونيا وبعض الأجزاء الأخرى من أوروبا. في بورت توريكو تُوضع القشدة المخفوقة على وجه الكعكة وأحياناً تُنقع في الروم أو القهوة.

## الأنواع
مؤخراً أصبحت مجموعة متنوعة من كعكات الألبان الثلاثة مشهورةً في تركيا وتُعرف باسم ''«تريليتشا» (بالتركية: trileçe)، إحدى النظريات التي تفسر سبب شهرتها في تركيا هي أن شعبية المسلسلات البرازيلية في ألبانيا دفعت الطهاة المحليين إلى إجراء هندسة عكسية للحلوى والتي وصلت بعد ذلك إلى تركيا. وقد اشتهرت بعدما شوهد رئيس الوزارء الألباني أنذاك فاتوس نانو وهو يأكل الحلوى على جسر البوسفور.
يتم إعداد النسخة الألبانية/التركية من الكعكة في بعض الأحيان بثلاث أنواع من الحليب وهي حليب البقر وحليب الماعز وحليب الجاموس، ولكن الأكثر شيوعاً هو استخدام خليط من حليب البقر والقشدة.

## معرض صور

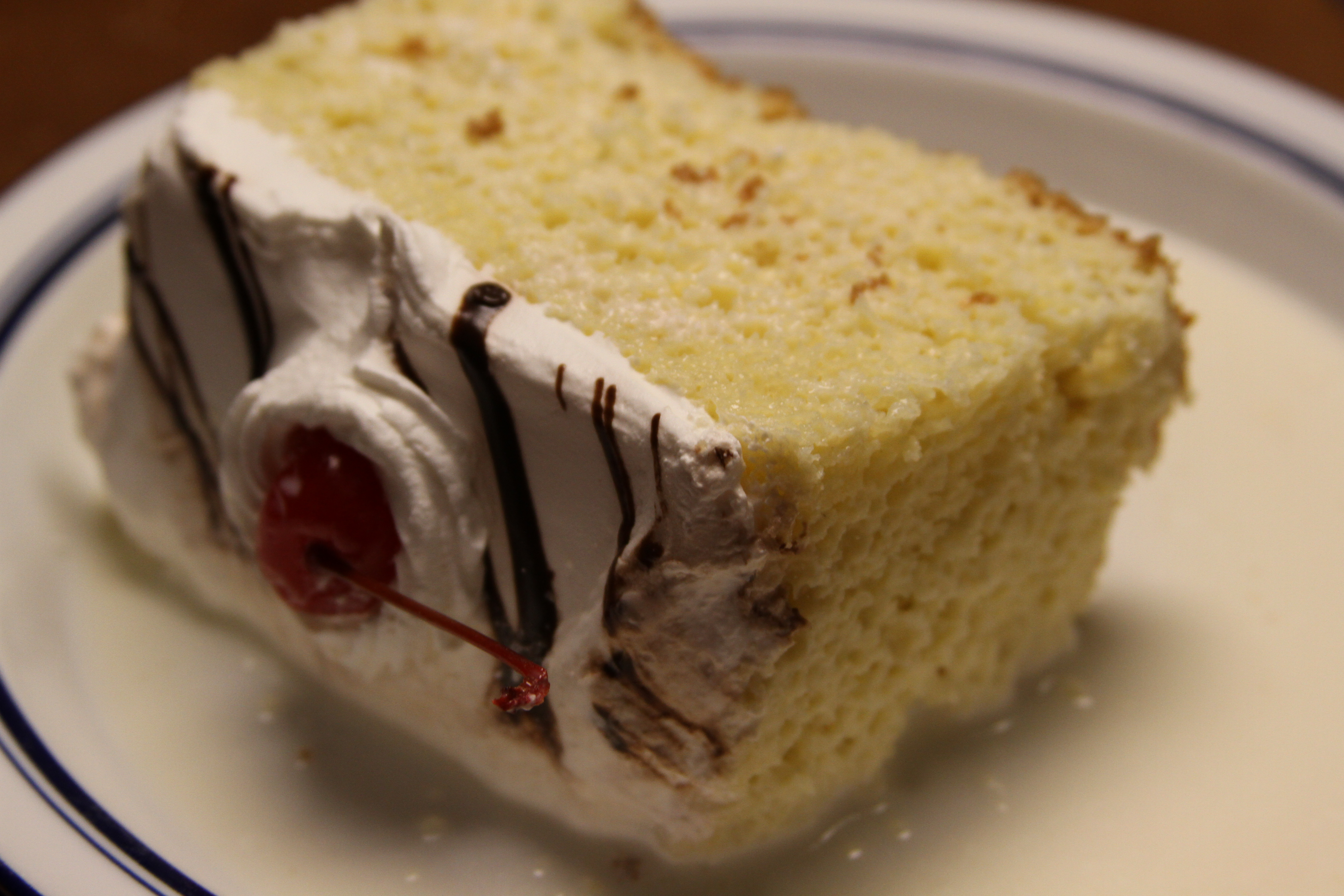
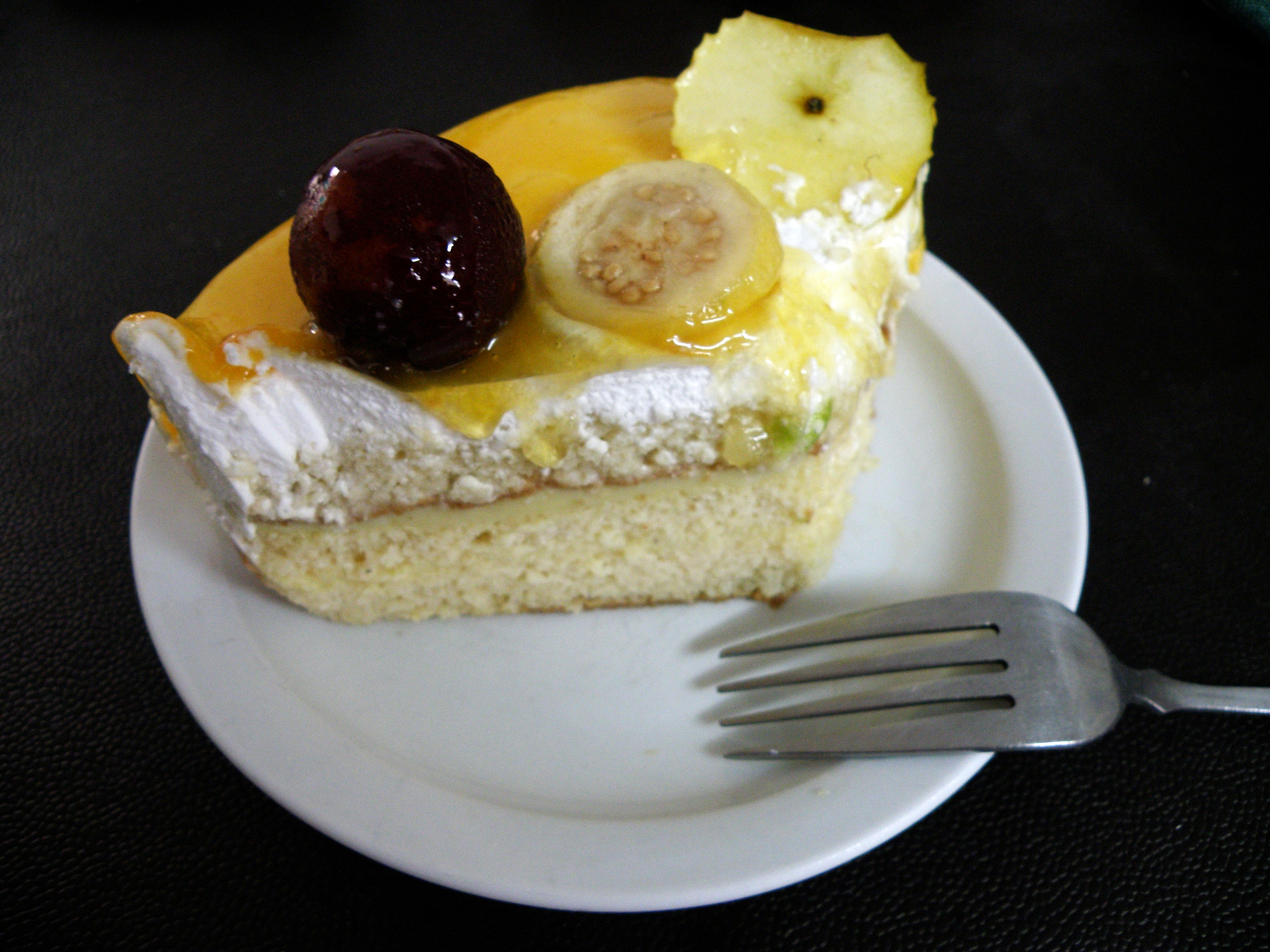
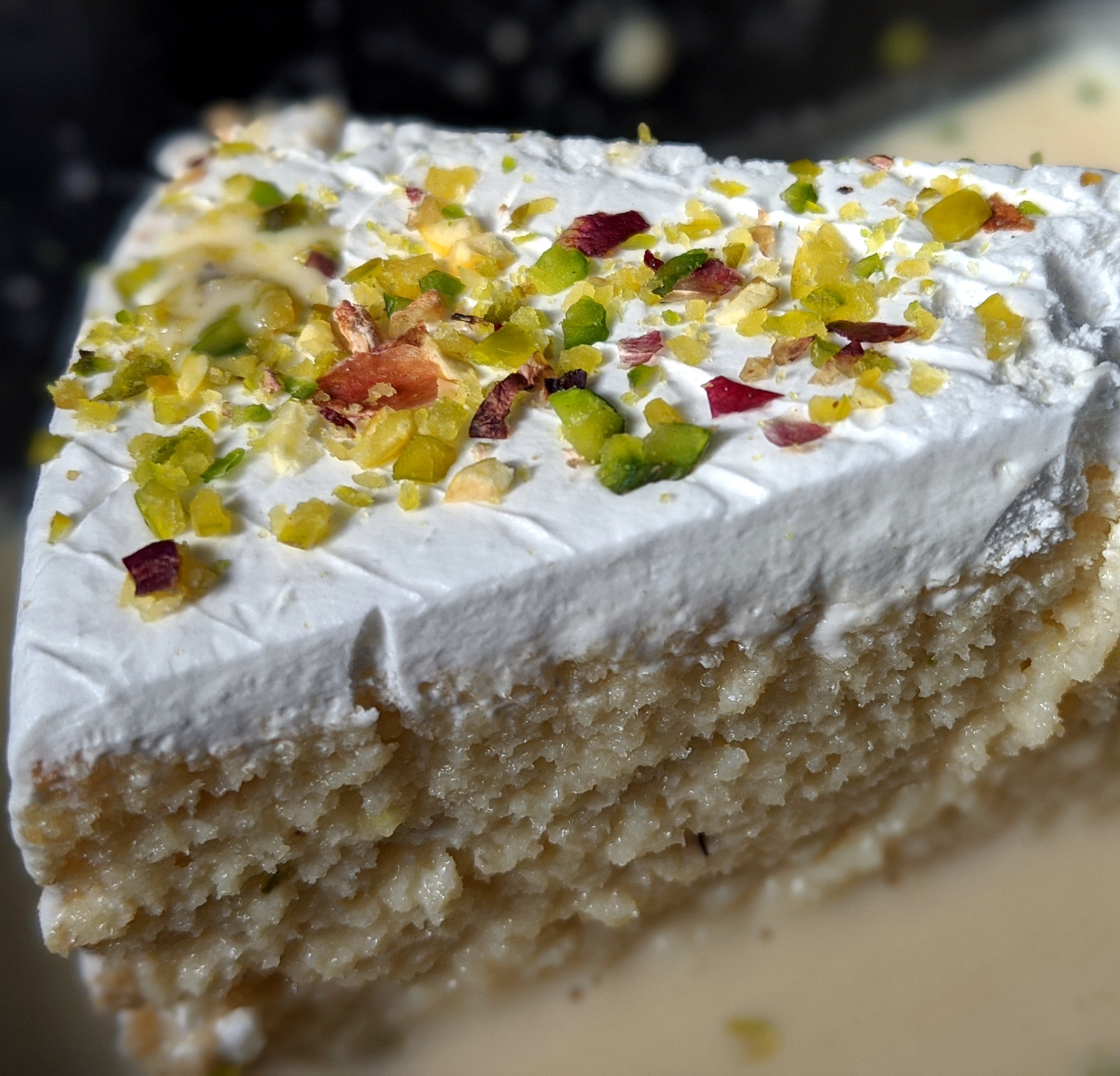
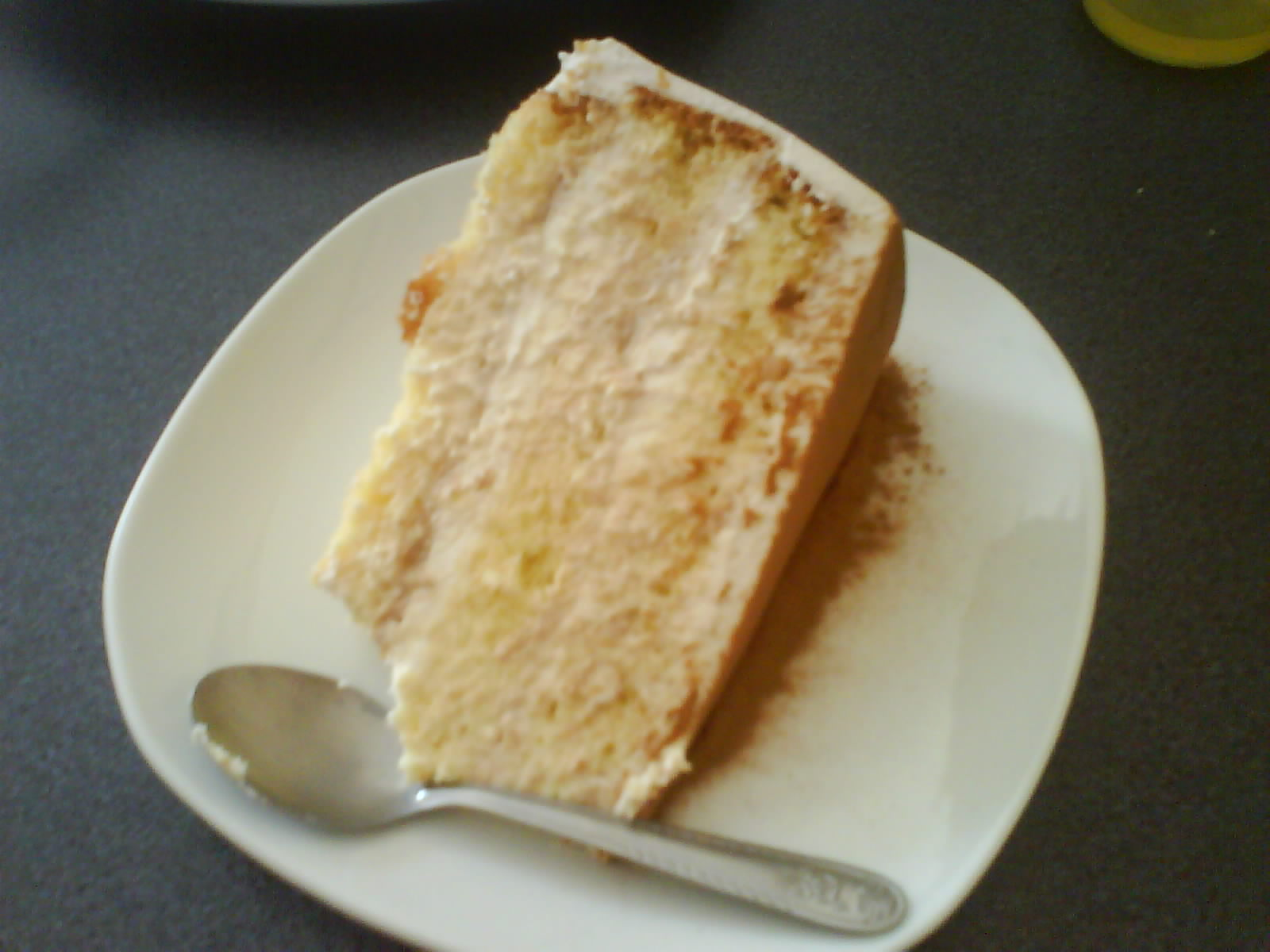
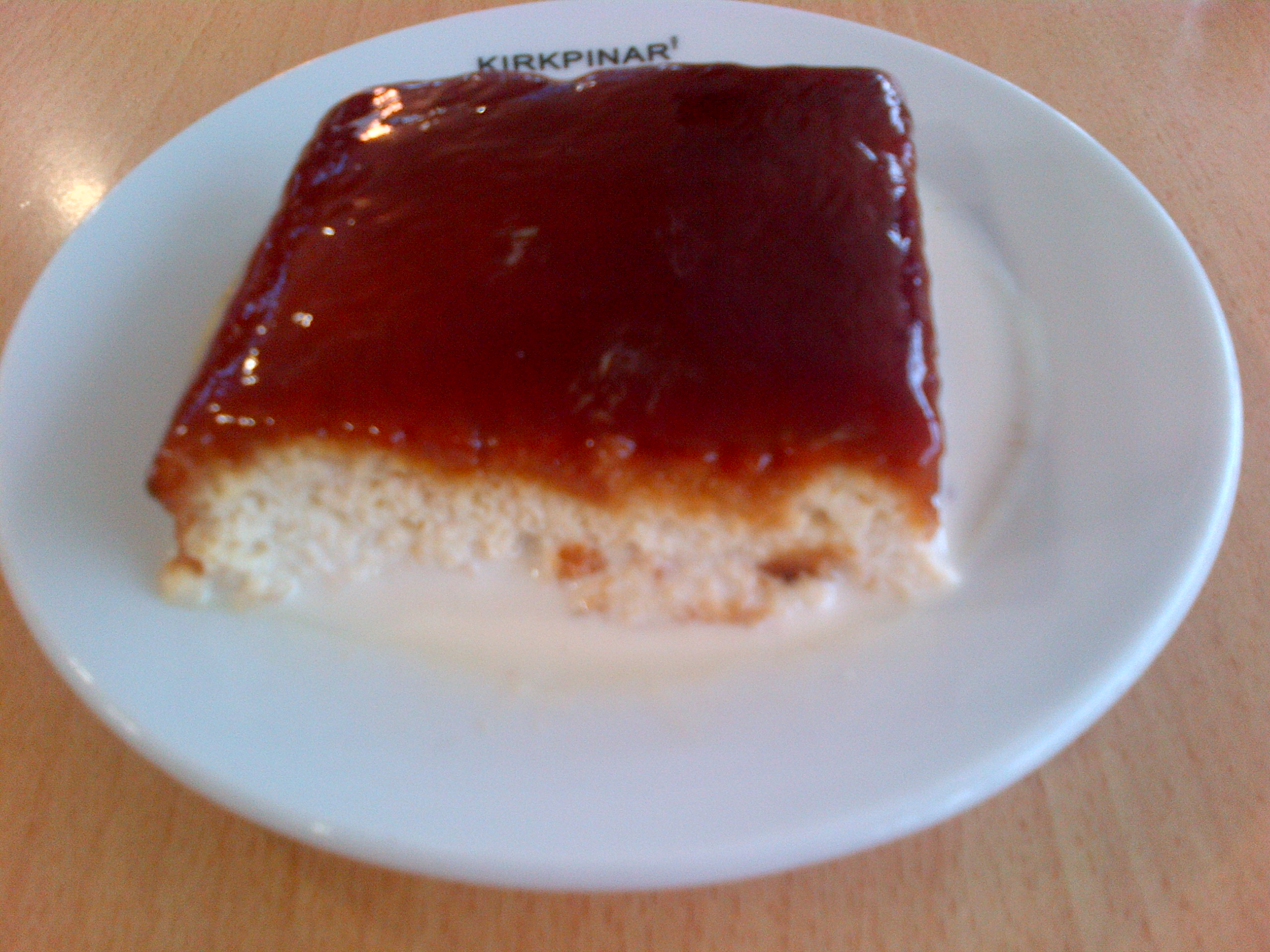